# Kościół św. Elżbiety Węgierskiej w Trybszu
Kościół św. Elżbiety Węgierskiej w Trybszu – drewniany rzymskokatolicki kościół pw. św. Elżbiety Węgierskiej, zbudowany w 1567, znajdujący się w miejscowości Trybsz.
Obiekt znajduje się na szlaku architektury drewnianej województwa małopolskiego.

## Historia
Kościół wybudowany w 1567 z drzewa modrzewiowego bez użycia gwoździ. Odnowiony i nowo wyposażony w pierwszej połowie XVII w. Wtedy wykonano między innymi malowidła ścienne przez nieznanego autora w 1647. Świątynia przestała pełnić funkcje sakralne na początku XX w., kiedy wybudowano obok nowy murowany kościół. Zaczęła popadać w ruinę. W czasie prac remontowych w 1924 rozebrano izbicową wieżę i zakrystię. Następne remonty przeprowadzono w 1936, 1972 (konserwacja architektury) i 1976 (konserwacja polichromii).

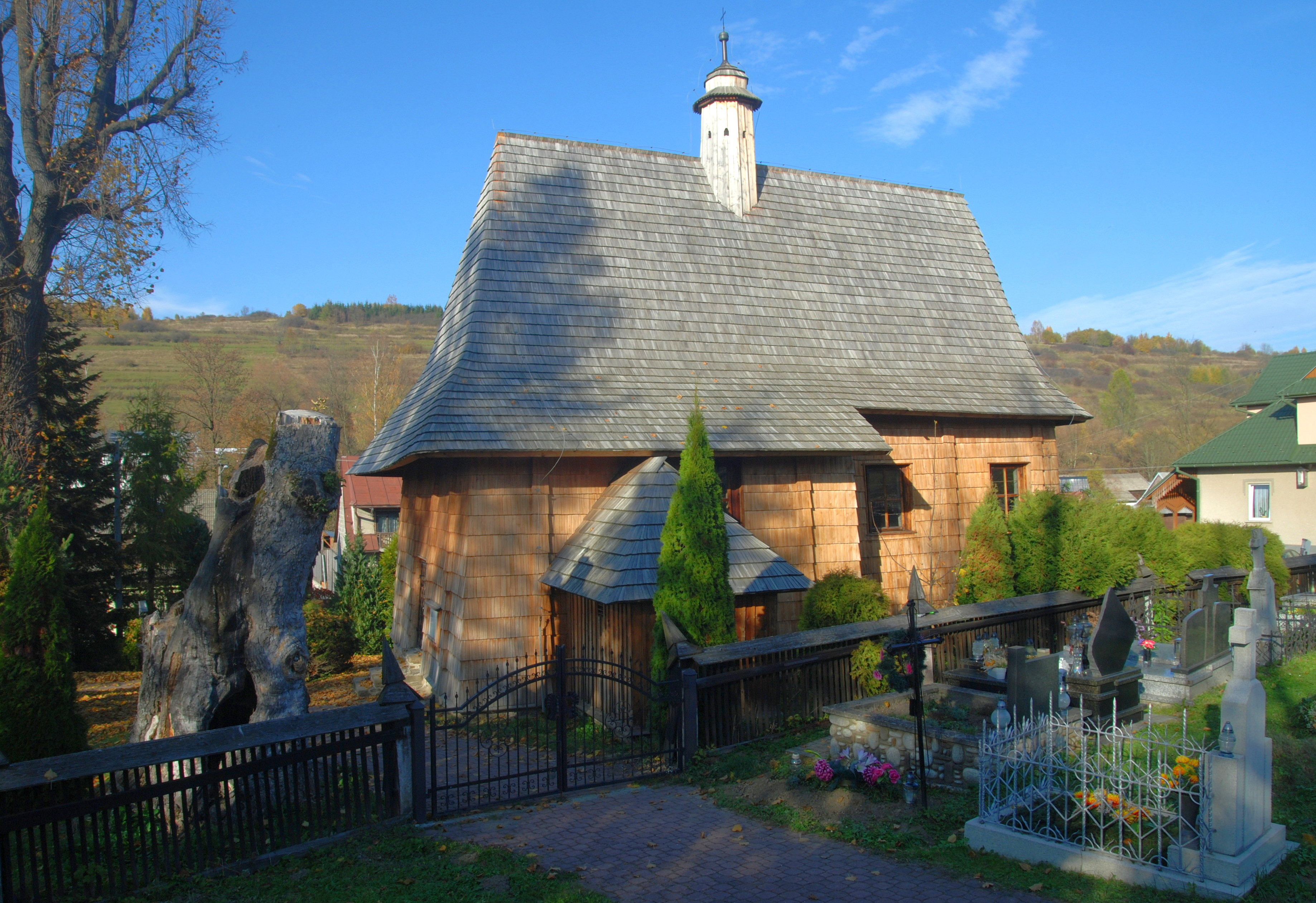
Elewacja południowa
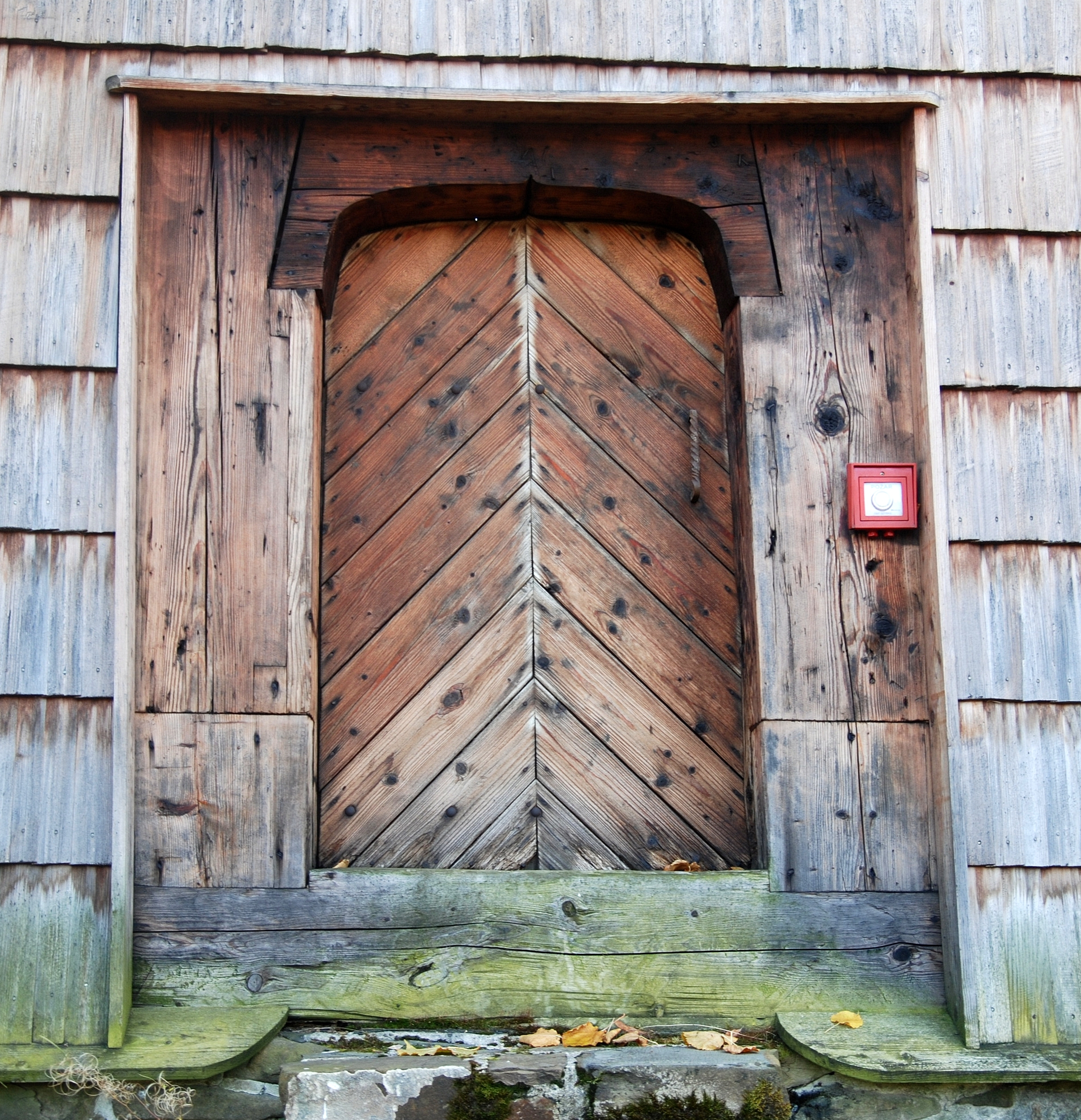
Drzwi główne
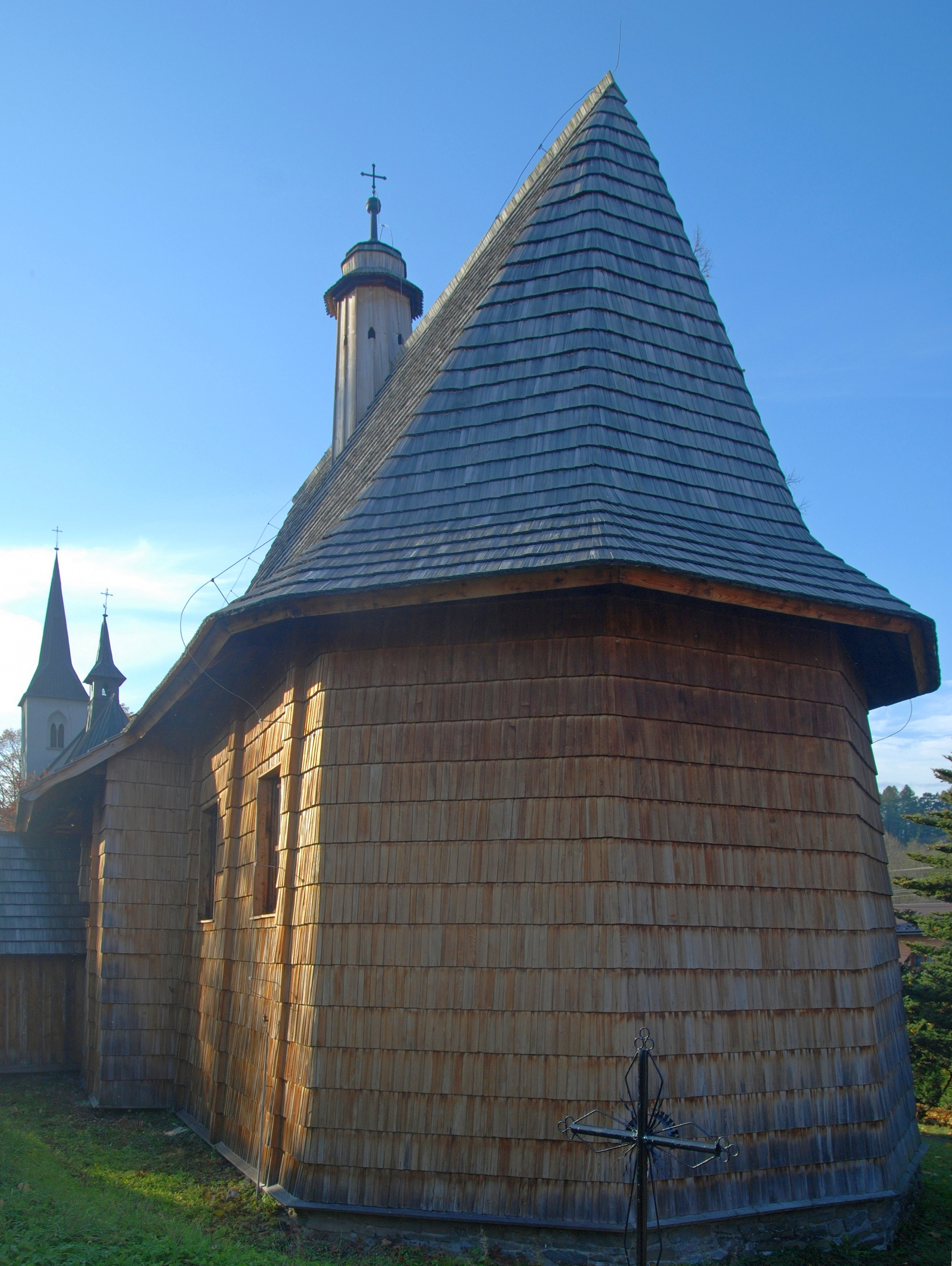
Widok od strony prezbiterium

## Architektura i wyposażenie
Świątynia to niewielka budowla konstrukcji zrębowej, orientowana, dwudzielna. Składa się z wydłużonego zamkniętego trójbocznie prezbiterium i szerszej nawy, do której od południa przylega niewielka kruchta. Rzadkością są pochyłe gontowe ściany prezbiterium, które miały chronić przed zawaleniem. Całość pokryta wielospadowym dachem gontowym z wieżyczka na sygnaturkę.
Wnętrze nakryte stropem płaskim, a w nawie zakrzywienia. Ściany i strop zdobi cenna późnobarokowa polichromia przedstawiająca sceny z życia Jezusa, Matki Bożej i świętych. Na stropie przedstawienie Sądu Ostatecznego, a w jego tle najstarsza w Polsce panorama Tatr. Dawne wyposażenie przeniesiono do nowego kościoła; między innymi fragmenty tryptyku z około 1530 oraz barokowe ołtarze. Pozostała mensa ołtarzowa z drewnianym tabernakulum oraz rokokowa ambona z XVIII w..